# Atletiek op de Olympische Zomerspelen 2020 – 100 meter vrouwen
De 100 meter voor vrouwen  op de Olympische Zomerspelen 2020 vond plaats op vrijdag 30 en zaterdag 31 juli 2021 in het  Olympisch Stadion. Titelverdedigster was Elaine Thompson-Herah uit Jamaica, die haar Olympische titel met succes wist te verdedigen en haar landgenoten Shelly-Ann Fraser-Pryce en Shericka Jackson voor bleef.

## Records
Voorafgaand aan het toernooi waren dit het wereldrecord en het olympisch record.
| Wereldrecord     | Florence Griffith-Joyner | 10,49 | Indianapolis | 16 juli 1988      |
| Olympisch record | Florence Griffith-Joyner | 10,62 | Seoul        | 24 september 1988 |

## Resultaten
De volgende afkortingen worden gebruikt:
- Q - Gekwalificeerd door eindplaats
- q - Gekwalificeerd door eindtijd
- PR - Persoonlijk record atleet
- NR - Nationaal record van atleet
- DNS - Niet gestart

### Voorrondes
De eerste drie atleten van elke voorrondeserie plaatsen zich direct (Q) en van de overige atleten is de eerste tijdsbeste geplaatst (q).

#### Voorronde 1
| Rang | Baan | Atlete                   | Land | Reactie        | Tijd  | Bijz. |
| ---- | ---- | ------------------------ | ---- | -------------- | ----- | ----- |
| 1    | 6    | Natacha Ngoye Akamabi    | CGO  | 0,124          | 11,47 | Q, SB |
| 2    | 8    | Margaret Vanessa Barrie  | SLE  | 0,142          | 11,53 | Q, SB |
| 3    | 5    | Amya Clarke              | SKN  | 0,155          | 11,67 | Q     |
| 4    | 9    | Djenebou Dante           | MLI  | 0,169          | 12,12 | SB    |
| 5    | 1    | Hadel Aboud              | LBA  | 0,126          | 12,70 | PB    |
| 6    | 2    | Bashair Obaid Al Manwari | QAT  | 0,142          | 13,12 | PB    |
| 7    | 7    | Kamia Yousufi            | AFG  | 0,157          | 13,29 | NR    |
| 8    | 3    | Alba Mbo Nchama          | GEQ  | 0,148          | 13,36 | PB    |
| 9    | 4    | Amed Elna                | COM  | 0,161          | 14,30 | PB    |
|      |      |                          |      | Wind: +0,3 m/s |       |       |

#### Voorronde 2
| Rang | Baan | Atlete              | Land | Reactie        | Tijd  | Bijz. |
| ---- | ---- | ------------------- | ---- | -------------- | ----- | ----- |
| 1    | 3    | Fasihi Farzaneh     | IRI  | 0,142          | 11,76 | Q     |
| 2    | 8    | Azreen Nabila Alias | MAS  | 0,168          | 11,77 | Q, PB |
| 3    | 4    | Mudhawi Al-Shammari | KUW  | 0,167          | 11,82 | Q     |
| 4    | 5    | Regine Tugade       | GUM  | 0,135          | 12,17 | SB    |
| 5    | 7    | Charlotte Afriat    | MON  | 0,131          | 12,35 |       |
| 6    | 9    | Silina Pha Aphay    | LAO  | 0,170          | 12,41 | SB    |
| 7    | 6    | Hsieh Hsi-en        | TPE  | 0,171          | 12,49 | PB    |
| 8    | 2    | Sarswati Chaudhary  | NEP  | 0,158          | 12,91 | SB    |
| 9    | 1    | Yasmeen Al-Dabbagh  | KSA  | 0,153          | 13,34 |       |
|      |      |                     |      | Wind: +0,5 m/s |       |       |

#### Voorronde 3
| Rang | Baan | Atlete             | Land | Reactie        | Tijd  | Bijz. |
| ---- | ---- | ------------------ | ---- | -------------- | ----- | ----- |
| 1    | 9    | Joella Lloyd       | ANT  | 0,179          | 11,55 | Q     |
| 2    | 5    | Asimenye Simwaka   | MAW  | 0,164          | 11,76 | Q, NR |
| 3    | 7    | Alvin Tehupeiory   | INA  | 0,194          | 11,89 | Q, SB |
| 4    | 1    | Carla Scicluna     | MLT  | 0,152          | 12,11 | q     |
| 5    | 4    | Hanna Barakat      | PLE  | 0,164          | 12,16 | NR    |
| 6    | 8    | Mazoon Al Alawi    | OMA  | 0,191          | 12,35 |       |
| 7    | 3    | Aissata Deen Conte | GUI  | 0,157          | 12,43 | PB    |
| 8    | 6    | Matie Stanley      | TUV  | 0,159          | 14,52 | PB    |
| 9    | 2    | Houleye Ba         | MTN  | 0,147          | 15,26 | PB    |
|      |      |                    |      | Wind: +0,8 m/s |       |       |

### Series
De eerste drie atleten van elke serie plaatsen zich direct (Q) en van de overige atleten zijn de drie tijdsbesten geplaatst (q).
Wind- Serie 1: −0,1 m/s; Serie 2: +0,1 m/s; Serie 3: −0,4 m/s; Serie 4: −0,3 m/s; Serie 5: +1,3 m/s; Serie 6: −0,1 m/s; Serie 7: −0,2 m/s

#### Serie 1
| Rang | Baan | Atlete                | Land | Reactie | Tijd  | Bijz. |
| ---- | ---- | --------------------- | ---- | ------- | ----- | ----- |
| 1    | 5    | Teahna Daniels        | USA  | 0,136   | 11,04 | Q     |
| 2    | 4    | Dina Asher-Smith      | GBR  | 0,103   | 11,07 | Q     |
| 3    | 8    | Murielle Ahouré       | CIV  | 0,132   | 11,16 | Q, SB |
| 4    | 7    | Ge Manqi              | CHN  | 0,149   | 11,20 | q     |
| 5    | 6    | Salomé Kora           | SUI  | 0,146   | 11,25 |       |
| 6    | 9    | Marije van Hunenstijn | NED  | 0,158   | 11,27 | SB    |
| 7    | 2    | Joella Lloyd          | ANT  | 0,173   | 11,54 |       |
| 8    | 3    | Asimenye Simwaka      | MAW  | 0,161   | 11,68 | NR    |

#### Serie 2
| Rang | Baan | Atlete                | Land | Reactie | Tijd  | Bijz.  |
| ---- | ---- | --------------------- | ---- | ------- | ----- | ------ |
| 1    | 7    | Elaine Thompson-Herah | JAM  | 0,158   | 10,82 | Q      |
| 2    | 5    | Mujinga Kambundji     | SUI  | 0,111   | 10,95 | Q, =NR |
| 3    | 6    | Tatjana Pinto         | GER  | 0,164   | 11,16 | Q      |
| 4    | 4    | Khamica Bingham       | CAN  | 0,156   | 11,21 | q      |
| 5    | 3    | Rosângela Santos      | BRA  | 0,180   | 11,33 | SB     |
| 6    | 9    | Kelly-Ann Baptiste    | TTO  | 0,150   | 11,48 |        |
| 7    | 8    | Vittoria Fontana      | ITA  | 0,149   | 11,53 |        |
| 8    | 2    | Alvin Tehupeiory      | INA  | 0,189   | 11,92 |        |

#### Serie 3
| Rang | Baan | Atlete              | Land | Reactie | Tijd  | Bijz.  |
| ---- | ---- | ------------------- | ---- | ------- | ----- | ------ |
| 1    | 4    | Alexandra Burghardt | GER  | 0,133   | 11,08 | Q      |
| 2    | 6    | Javianne Oliver     | USA  | 0,150   | 11,15 | Q      |
| 3    | 9    | Anna Bongiorni      | ITA  | 0,147   | 11,35 | Q      |
| 4    | 7    | Roda Njobvu         | ZAM  | 0,130   | 11,40 | (,394) |
| 5    | 8    | Liang Xiaojing      | CHN  | 0,159   | 11,40 | (,396) |
| 6    | 5    | Tristan Evelyn      | BAR  | 0,125   | 11,42 |        |
| 7    | 3    | Margaret Barrie     | SLE  | 0,148   | 11,45 | SB     |
| 8    | 2    | Fasihi Farzaneh     | IRI  | 0,143   | 11,79 |        |

#### Serie 4
| Rang | Baan | Atlete                | Land | Reactie | Tijd  | Bijz.  |
| ---- | ---- | --------------------- | ---- | ------- | ----- | ------ |
| 1    | 4    | Marie-Josee Ta Lou    | CIV  | 0,161   | 10,78 | Q, =AR |
| 2    | 7    | Daryll Neita          | GBR  | 0,107   | 10,96 | Q, PB  |
| 3    | 5    | Crystal Emmanuel      | CAN  | 0,148   | 11,18 | Q      |
| 4    | 6    | Lorene Dorcas Bazolo  | POR  | 0,134   | 11,31 |        |
| 5    | 3    | Maja Mihalinec Zidar  | SLO  | 0,130   | 11,54 | SB     |
| 6    | 9    | Ángela Tenorio        | ECU  | 0,137   | 11,59 |        |
| 7    | 2    | Amya Clarke           | SKN  | 0,153   | 11,71 |        |
| -    | 8    | Vitória Cristina Rosa | BRA  | -       | DNS   | -      |

#### Serie 5
| Rang | Baan | Atlete                  | Land | Reactie | Tijd  | Bijz. |
| ---- | ---- | ----------------------- | ---- | ------- | ----- | ----- |
| 1    | 4    | Shelly-Ann Fraser-Pryce | JAM  | 0,128   | 10,84 | Q     |
| 2    | 5    | Ajla del Ponte          | SUI  | 0,131   | 10,91 | Q, NR |
| 3    | 6    | Nzubechi Grace Nwokocha | NGR  | 0,161   | 11,00 | Q, PB |
| 4    | 7    | Gina Bass               | GAM  | 0,134   | 11,12 | q, NR |
| 5    | 2    | Rafaéla Spanoudaki      | GRE  | 0,133   | 11,45 |       |
| 6    | 8    | Inna Eftimova           | BUL  | 0,145   | 11,46 |       |
| 7    | 9    | Dutee Chand             | IND  | 0,148   | 11,54 |       |
| 8    | 3    | Carla Scicluna          | MLT  | 0,178   | 12,16 |       |

#### Serie 6
| Rang | Baan | Atlete                  | Land | Reactie | Tijd  | Bijz. |
| ---- | ---- | ----------------------- | ---- | ------- | ----- | ----- |
| 1    | 7    | Blessing Okagbare       | NGR  | 0,147   | 11,05 | Q     |
| 2    | 5    | Asha Philip             | GBR  | 0,110   | 11,31 | Q     |
| 3    | 6    | Tynia Gaither           | BAH  | 0,141   | 11,34 | Q     |
| 4    | 9    | Krystsina Tsimanouskaya | BLR  | 0,149   | 11,47 |       |
| 5    | 8    | María Isabel Pérez      | ESP  | 0,151   | 11,51 |       |
| 6    | 3    | Natacha Ngoye Akamabi   | CGO  | 0,137   | 11,52 |       |
| 7    | 2    | Azreen Nabila Alias     | MAS  | 0,173   | 11,91 |       |

#### Serie 7
| Rang | Baan | Atlete              | Land | Reactie | Tijd  | Bijz.  |
| ---- | ---- | ------------------- | ---- | ------- | ----- | ------ |
| 1    | 6    | Michelle-Lee Ahye   | TTO  | 0,123   | 11,06 | Q      |
| 2    | 5    | Shericka Jackson    | JAM  | 0,170   | 11,07 | Q      |
| 3    | 7    | Jenna Prandini      | USA  | 0,148   | 11,11 | =SB, Q |
| 4    | 8    | Diana Vaisman       | ISR  | 0,132   | 11,27 | SB     |
| 5    | 4    | Hana Basic          | AUS  | 0,147   | 11,32 |        |
| 6    | 2    | Wei Yongli          | CHN  | 0,174   | 11,48 | SB     |
| 7    | 9    | Jasmine Abrams      | GUY  | 0,148   | 11,49 |        |
| 8    | 3    | Mudhawi Al-Shammari | KUW  | 0,167   | 11,81 |        |

### Halve finales
De eerste twee atleten van elke halve finale plaatsen zich direct (Q) en van de overige atleten zijn de twee tijdsbesten geplaatst (q) voor de finale.
Wind- halve finale 1: +0,0 m/s; halve finale 2: −0,2 m/s; halve finale 3: +0,3 m/s

#### Halve finale 1
| Rang | Baan | Atlete                | Land | Reactie | Tijd  | Bijz. |
| ---- | ---- | --------------------- | ---- | ------- | ----- | ----- |
| 1    | 4    | Elaine Thompson-Herah | JAM  | 0,157   | 10,76 | Q     |
| 2    | 6    | Ajla del Ponte        | SUI  | 0,109   | 11,01 | Q     |
| 3    | 7    | Dina Asher-Smith      | GBR  | 0,148   | 11,05 |       |
| 4    | 8    | Jenna Prandini        | USA  | 0,149   | 11,11 | =SB   |
| 5    | 2    | Khamica Bingham       | CAN  | 0,150   | 11,22 |       |
| 6    | 3    | Tynia Gaither         | BAH  | 0,130   | 11,31 |       |
| 7    | 9    | Tatjana Pinto         | GER  | 0,163   | 11,35 |       |
| —    | 5    | Blessing Okagbare     | NGR  | —       | —     | DNS   |

#### Halve finale 2
| Rang | Baan | Atlete              | Land | Reactie | Tijd  | Bijz. |
| ---- | ---- | ------------------- | ---- | ------- | ----- | ----- |
| 1    | 5    | Marie-Josee Ta Lou  | CIV  | 0,147   | 10,79 | Q     |
| 2    | 6    | Shericka Jackson    | JAM  | 0,147   | 10,79 | Q     |
| 3    | 4    | Michelle-Lee Ahye   | TTO  | 0,132   | 11,00 | SB    |
| 4    | 7    | Alexandra Burghardt | GER  | 0,151   | 11,07 |       |
| 5    | 9    | Javianne Oliver     | USA  | 0,166   | 11,08 |       |
| 6    | 2    | Crystal Emmanuel    | CAN  | 0,149   | 11,21 |       |
| 7    | 3    | Ge Manqi            | CHN  | 0,145   | 11,22 |       |
| 8    | 8    | Asha Philip         | GBR  | 0,134   | 11,30 |       |

#### Halve finale 3
| Rang | Baan | Atlete                  | Land | Reactie | Tijd  | Bijz. |
| ---- | ---- | ----------------------- | ---- | ------- | ----- | ----- |
| 1    | 5    | Shelly-Ann Fraser-Pryce | JAM  | 0,136   | 10,73 | Q     |
| 2    | 7    | Mujinga Kambundji       | SUI  | 0,128   | 10,96 | Q     |
| 3    | 6    | Teahna Daniels          | USA  | 0,144   | 10,98 | q, PB |
| 4    | 4    | Daryll Neita            | GBR  | 0,135   | 11,00 | q     |
| 5    | 9    | Nzubechi Grace Nwokocha | NGR  | 0,142   | 11,07 |       |
| 6    | 2    | Gina Bass               | GAM  | 0,140   | 11,16 |       |
| 7    | 8    | Murielle Ahouré         | CIV  | 0,124   | 11,28 |       |
| 8    | 3    | Anna Bongiorni          | ITA  | 0,159   | 11,38 |       |

### Finale
Wind: −0,6 m/s
| Rang   | Baan | Atlete                  | Land | Reactie | Tijd  | Bijz.  |
| ------ | ---- | ----------------------- | ---- | ------- | ----- | ------ |
| Goud   | 4    | Elaine Thompson-Herah   | JAM  | 0,150   | 10,61 | OR, NR |
| Zilver | 5    | Shelly-Ann Fraser-Pryce | JAM  | 0,139   | 10,74 |        |
| Brons  | 7    | Shericka Jackson        | JAM  | 0,152   | 10,76 | PB     |
| 4      | 6    | Marie-Josée Ta Lou      | CIV  | 0,158   | 10,91 |        |
| 5      | 8    | Ajla Del Ponte          | SUI  | 0,129   | 10,97 |        |
| 6      | 9    | Mujinga Kambundji       | SUI  | 0,138   | 10,99 |        |
| 7      | 3    | Teahna Daniels          | USA  | 0,144   | 11,02 |        |
| 8      | 2    | Daryll Neita            | GBR  | 0,108   | 11,12 |        |

1928: Betty Robinson ·
1932: Stanisława Walasiewicz ·
1936: Helen Stephens ·
1948: Fanny Blankers-Koen ·
1952: Marjorie Jackson ·
1956: Betty Cuthbert ·
1960: Wilma Rudolph ·
1964: Wyomia Tyus ·
1968: Wyomia Tyus ·
1972: Renate Stecher ·
1976: Annegret Richter ·
1980: Ljoedmila Kondratjeva ·
1984: Evelyn Ashford ·
1988: Florence Griffith-Joyner ·
1992: Gail Devers ·
1996: Gail Devers ·
2000: onbepaald ·
2004: Joelija Nestsjarenka ·
2008: Shelly-Ann Fraser-Pryce ·
2012: Shelly-Ann Fraser-Pryce ·
2016: Elaine Thompson ·
2020: Elaine Thompson-Herah ·
2024: Julien Alfred